# Metropolis 2000: Scenes from New York
Metropolis 2000: Scenes from New York je treće video album izdanje američkog progresivnog metal sastava Dream Theater. Snimljeni nastup uživo bio je posljednji koncert Dream Theatera u sklopu promoviranja albuma Metropolis Pt. 2: Scenes from a Memory.

## Sadržaj
- Uživo nastup albuma Metropolis pt.2: Scenes from a Memory odsviran u cijelosti.
- Audio komentari svih pet članova sastava.
- Skladbe "A Mind Beside Itself", "Learning to Live" i "A Change of Seasons" odsvirane uživo.
- Kratki dokumentarac o snimanju.
- Foto-galerija Metropolis 2000 svjetske turneje.

## Popis izvedbi
1. Act 1, Scene 1: "Regression" – 2:46
2. Act 1, Scene 2: Part I. "Overture 1928" – 3:32
3. Act 1, Scene 2: Part II. "Strange Deja Vu" – 5:02
4. Act 1, Scene 3: Part I. "Through My Words" – 1:42
5. Act 1, Scene 3: Part II. "Fatal Tragedy" – 6:21
6. Act 1, Scene 4: "Beyond This Life" – 11:26
7. "John & Theresa Solo Spot" – 3:17
8. Act 1, Scene 5: "Through Her Eyes" – 6:17
9. Act 2, Scene 6: "Home" – 13:21
10. Act 2, Scene 7: Part I. "The Dance of Eternity" – 6:24
11. Act 2, Scene 7: Part II: "One Last Time" – 4:11
12. Act 2, Scene 8: "The Spirit Carries On" – 7:40
13. Act 2, Scene 9: "Finally Free" – 10:59

### Dodatne izvedbe
1. "A Mind Beside Itself I: Erotomania" – 7:22
2. "A Mind Beside Itself II: Voices" – 9:45
3. "A Mind Beside Itself III: The Silent Man" – 5:09
4. "Learning to Live" – 14:02
5. "A Change of Seasons" – 24:35

## Dodatne informacije
- Bubnjar Mike Portnoy se nakon četverosatnog nastupa onesvjestio od, kako je on naveo: "Iscrpljenosti, dehidracije, stresa, premalo hrane, previše Red Bullova, itd. Nekoliko sati sam povraćao i bio umotan u dekice, prije nego što sam napustio koncertnu dvoranu."[1]
- Američka glazbena industrija nagradila je album zlatnim certifikatom.[2]

## Izvođači
- James LaBrie - vokali
- John Petrucci - gitara
- John Myung - bas-gitara
- Mike Portnoy - bubnjevi
- Jordan Rudess - klavijature

## Vanjske poveznice
Službene stranice Dream Theatera  Arhivirana inačica izvorne stranice od 27. lipnja 2009. (Wayback Machine) - Metropolis 2000